# Museo Édouard Branly

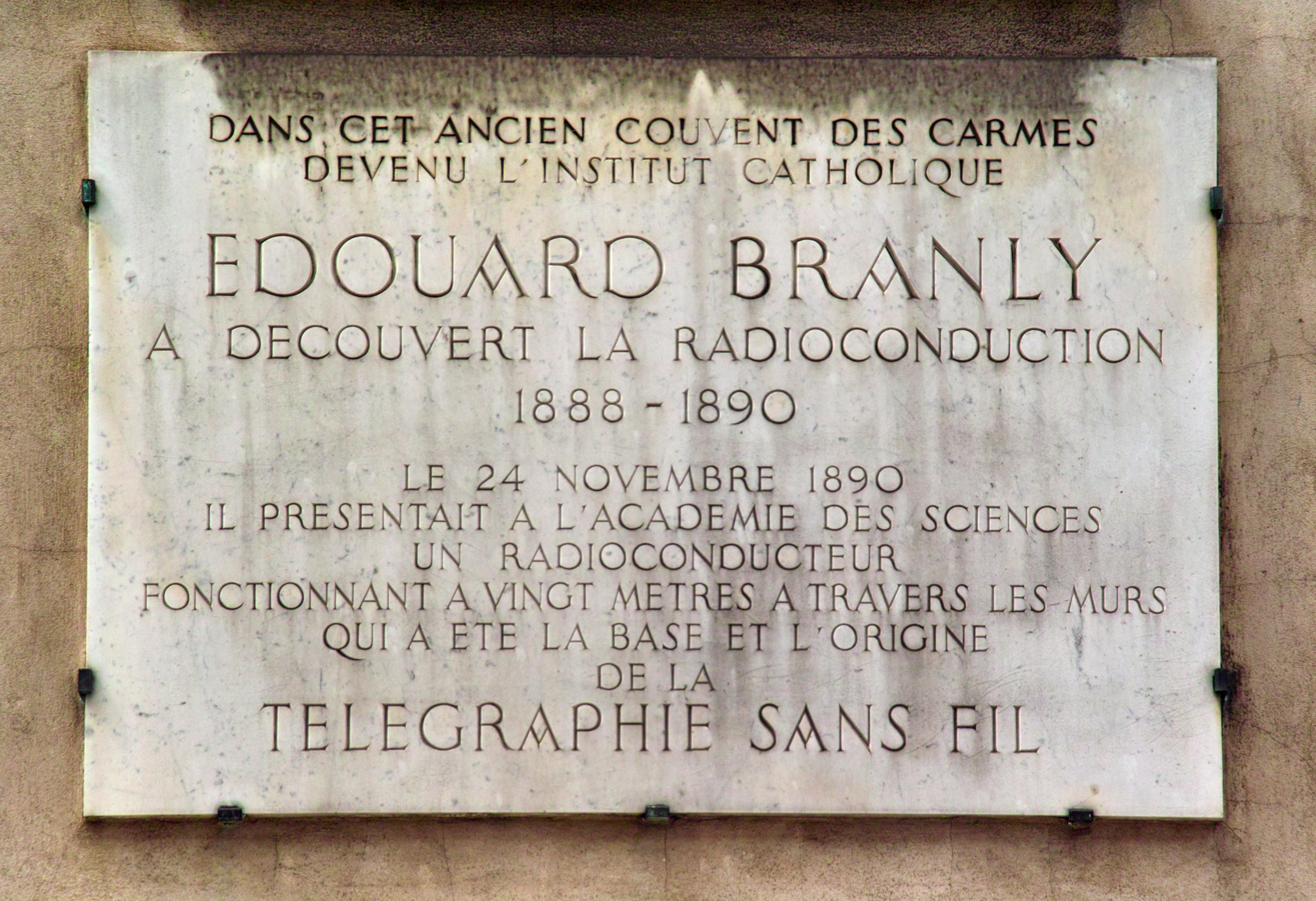
Placa en el Museo Édouard Branly en la rue d'Assas en París.

El Musée Édouard Branly (en español, Museo Édouard Branly) es un museo dedicado a la obra del pionero de la radio Édouard Branly (1844-1940). Está situado en el VI Distrito de París en el Instituto Católico de París-ISEP, 21, rue d'Assas, París, Francia, y se puede entrar sólo con cita previa.
El museo contiene el laboratorio de investigación y equipos utilizados por Édouard Branly, profesor de física en el Instituto Católico de París y el inventor del primer receptor de radio ampliamente utilizado, el cohesor Branly por 1884 y 1886. Su colección incluye una serie de dispositivos utilizados en los experimentos radiográficos tempranos, tales como detectores electrolíticos, aislamiento de tubos llenos de virutas de metal, el oscilador Righi, generadores, electroimanes, palas metálicas montadas sobre vidrio, conectores eléctricos, y una columna de seis bolas de acero apiladas en un cilindro de vidrio.